# 彭博工业集团
彭博工业集团（英語：Bloomberg Industry Group），其前身包括“彭博BNA（Bloomberg BNA）”、“国家事务局公司（The Bureau of National Affairs, Inc.）”和，是彭博有限合伙企业旗下的一家关联公司，主要为专业人员提供有关法律、税务、政府、环境及商业等方面的资讯。彭博工业集团的总部位于美国维吉尼亚州的阿灵顿县， 其首席执行官为乔什·伊斯特赖特（Josh Eastright）。

## 历史
彭博工业集团的前身国家事务局公司由戴维·劳伦斯于1929年创办； 而从1946年开始，这家公司转为一家员工所有制公司。彭博有限合伙企业在2011年9月完成了对该公司的收购， 它是美国最古老的员工所有制企业。